# LA Knight
Shaun Ricker (né le 1er novembre 1982 à Hagerstown (Maryland)) est un catcheur (lutteur professionnel) américain. Il travaille à la World Wrestling Entertainment, dans la division SmackDown, sous le nom de LA Knight.

## Carrière

### Débuts et Heartland Wrestling Association (2002–2009)
Ricker commence sa carrière le 15 février 2002 à la National Wrestling Alliance Wildside, une fédération de Géorgie, où il utilise le nom de Deuce. Ce jour-là, il fait équipe avec Onyx et ensemble ils perdent un match face à Johnny Psycho et Shadow Jackson.
En mai 2003, il rejoint la Hearland Wrestling Association (HWA), une fédération de l'Ohio, où il garde le nom de Deuce. Le 9 novembre 2004, il devient champion télévision de la HWA après sa victoire sur JT Stahr. Il garde ce titre jusqu'au 4 janvier 2005 où Brian Beech devient le nouveau champion.
À partir de mai 2005, il change de nom de ring pour celui de Dick Rick. Le 31 octobre 2006, il quitte cette fédération après sa défaite dans un match pour le championnat poids-lourds de la HWA car sa carrière dans cette fédération est en jeu dans ce match.

### Championship Wrestling From Hollywood (2010–2013)
Le 15 octobre 2010, Ricker et Brian Cage remportent leur premier match à la Championship Wrestling From Hollywood (CWFH) face à Peter Avalon et Mike Reign. Après leur victoire, ils s'adressent au public et déclarent qu'ils ont pour manager Percy Pringle et ils comptent dominer la division par équipe de cette fédération. Le 24 décembre, ils deviennent champion par équipe Heritage de la National Wrestling Alliance (NWA) après leur victoire sur The RockNES Monsters (Johnny Goodtime et Johnny Yuma).
Le 11 février, il est un des participants de la bataille royale pour désigner le challenger pour le championnat du monde poids-lourds de la NWA qui voit la victoire de Colt Cabana.

### World Wrestling Entertainment (2013-2014)
En mai 2013, Ricker signe un contrat avec la World Wrestling Entertainment (WWE), qui l'envoie dans son centre de développement, le WWE Performance Center.
En août 2014, la WWE le libère de son contrat.

### Circuit indépendant (2002-2011, 2014-2021)
Il fait ensuite un passage à la Full Impact Pro (FIP) le 5 septembre, une fédération de Floride, où il participe avec Mason Ryan et Michael Tarver à un tournoi par équipe de trois où ils se hissent en demi-finale et perdent face à Jay Cruz, Jay Rios et Lince Dorado.
Lors de FSW Luck Of The Draw, il bat Kenny King. Lors de IWF The Chosen One, il bat Joey Ryan.

### Total Nonstop Action Wrestling/Global Force Wrestling/Impact Wrestling (2015-2019)

#### Débuts, The Rising etHeel Turn(2015-2016)
Il fait ses débuts le 3 avril en rejoignant The Rising avec Drew Galloway et Micah. 
Lors de Impact Wrestling du 1er juillet, ils perdent contre The Beat Down Clan (Hernandez, Kenny King, Low Ki et MVP) dans un Four On Three Handicap Elimination Match et The Rising est forcé de se dissoudre.
Lors de TNA One Night Only: Live, lui et Jessie Godderz perdent contre The Wolves (Davey Richards et Eddie Edwards) dans un Three Way Tag Team Match qui comprenait également Drew Galloway et Kurt Angle et ne remportent pas les TNA World Tag Team Championship.

#### Fact of Life et Namer of Dummies (2016-2017)
Le 31 mai 2016, il encaisse sa mallette Feast or Fired contre Bram et bat ce dernier pour remporter le TNA King Of The Mountain Championship, avant de le perdre lors de l'Impact Wrestling du 4 août contre James Storm[réf. nécessaire].
Lors de Bound For Glory 2016, il bat Baron Dax, Basile Baraka, Braxton Sutter, Grado, Jessie Godderz, Mahabali Shera, Robbie E, Rockstar Spud et Tyrus et remporte le Bound for Gold 2016 qui lui garantie un match de championnat pour le TNA World Heavyweight Championship.
Lors de TNA One Night Only: Live 2017, lui et Tyrus perdent contre The Broken Hardys et ne remportent pas les TNA World Tag Team Championship.
Lors de Slammiversary 2017, lui et Chris Adonis perdent contre Moose et DeAngelo Williams.

#### GFW Global Champion (2017-2018)

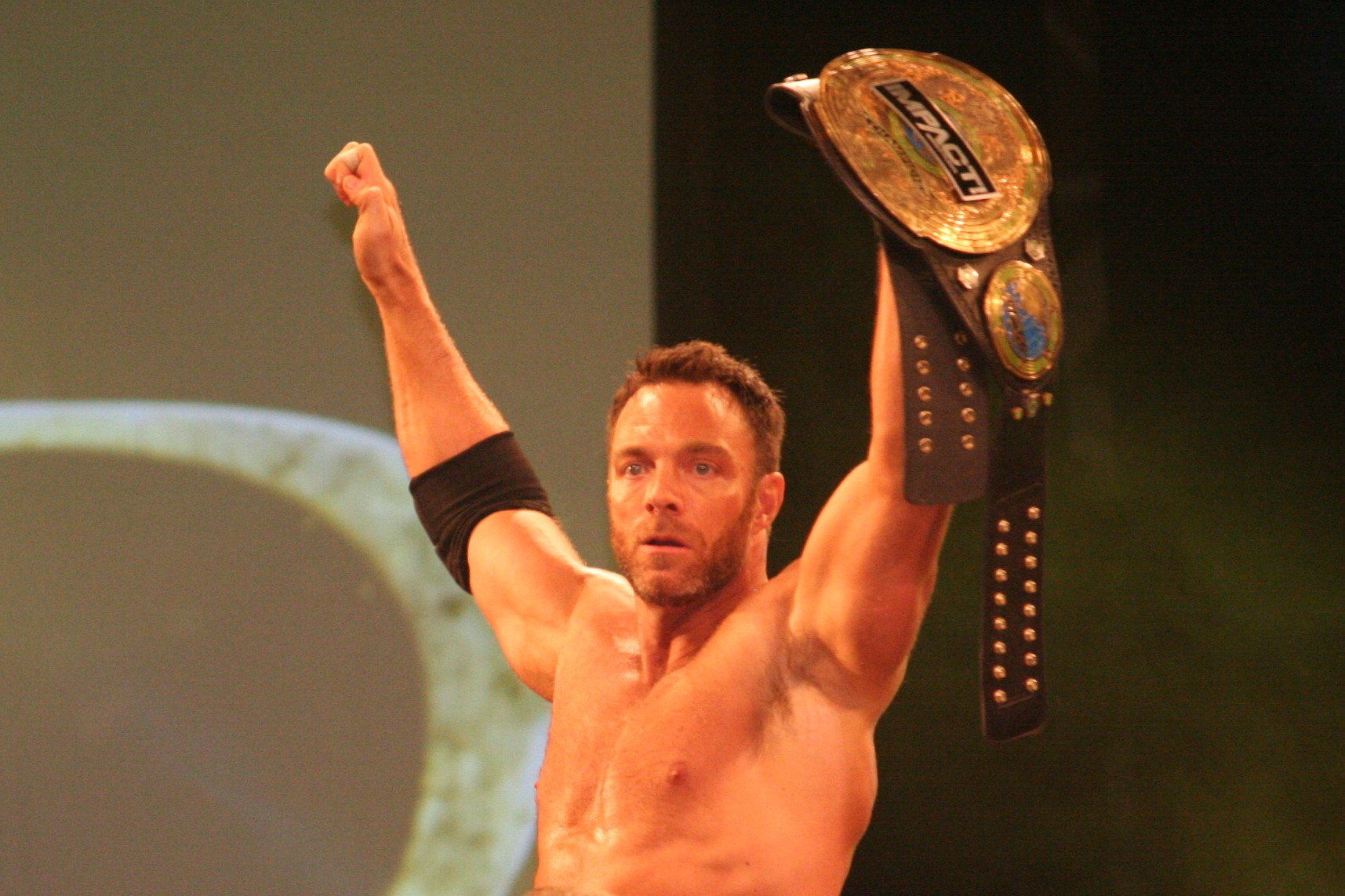
Drake en tant que Champion Global lors de Bound for Glory

Lors de l'Impact Wrestling du 24 août, il remporte le 20 man Gauntlet Match en entrant en 2e position pour remporter le vacant GFW Global Championship et devient Champion Du Monde pour la première fois de sa carrière.
Lors de Impact!: Victory Road, il conserve le titre contre Johnny Impact[réf. nécessaire]. Lors du show Great Voyage 2017 in Yokohama Vol. 2 de la Pro Wrestling Noah, il conserve le titre contre Cody Hall[réf. nécessaire]. Lors de BCW Excellence 2017, il conserve le titre contre A1[réf. nécessaire]. Lors de IWR When Worlds Collide 2, il conserve le titre contre Montego Seeka. Lors de WrestleCade SuperShow, il conserve le titre contre Jack Swagger et Johnny Impact.
Le 1er février 2018 à Impact, il perd le titre contre Austin Aries[réf. nécessaire].
Le 15 mars à Impact, il remporte une des quatre mallettes lors du feast or fired match[réf. nécessaire].
Le 22 mars à Impact, il obtient un match pour les titres par équipes de Impact en ouvrant sa mallette. Le 29 mars avant Impact lors d'une interview, il dit ne pas être satisfait d'un match pour les titres par équipe étant donné qu'il n'a même pas de partenaire[réf. nécessaire].
Le 4 avril à Impact, il remporte la Feast or fired briefcase pour un match pour le Impact World Title en battant Moose, la mallette de Drake était également en jeu.
Lors de Impact vs Lucha Underground, il perd contre Brian Cage.

#### Impact World Tag Team Champion, diverses rivalités et départ (2018-2019)
Le 22 avril à Redemption, Scott Steiner et lui battent The Latin American Xchange (Ortiz et Santana) et remportent les Impact World Tag Team Championship,, avant de les perdre moins d'un mois plus tard le 17 mai à Impact contre Z&E (Andrew Everett et DJZ) après que Steiner ait accidentellement frappé Drake avec une chaise[réf. nécessaire].
Le 6 janvier 2019 lors de Homecoming, il bat Abyss au cours d'un Monster's Ball match.
Le 7 avril 2019, il est annoncé que Impact venait de rompre le contrat de Drake. La raison de cette décision est due au refus de Drake d'affronter Tessa Blanchard lors de United We Stand, Drake étant rigoureusement opposé aux matchs inter-genres.

### Retour à la National Wrestling Alliance (2019–2021)
Lors de Hard Times, lui et James Storm battent The Rock 'n' Roll Express (Ricky Morton et Robert Gibson) et The Wild Cards (Royce Isaacs et Thomas Latimer) et remportent les NWA World Tag Team Championship.

### Retour à World Wrestling Entertainment (2021-...)

#### Retour àNXTet champion Million Dollar (2021-2022)
Le 14 février 2021 à NXT TakeOver: Vengeance Day, il fait son retour au show jaune, en tant que Heel, et interrompt les trois présentateurs du PLE. 
Le 7 avril à NXT TakeOver: Stand & Deliver, il ne devient pas aspirant no 1 pour le titre Nord-Américain de NXT, battu par Bronson Reed dans un 6-Pack Challenge Gautlet match qui inclut également Cameron Grimes, Dexter Lumis, Isaiah "Swerve" Scott et Leon Ruff. Le 13 juin à NXT TakeOver: In Your House, il devient le nouveau champion Million Dollar en battant Cameron Grimes dans un Ladder match, remporte le titre pour la première fois de sa carrière et son premier titre personnel.
Le 22 août à NXT TakeOver: 36, il ne conserve pas sa ceinture, rebattu par son même adversaire.
Le 5 décembre à NXT TakeOver: WarGames, l'équipe Black and Gold, dont il fait partie, perd face à celle de 2.0 dans son tout premier Men's WarGames match. 
Le 2 avril 2022 à NXT TakeOver: Stand & Deliver, il perd face à Gunther.

#### Débuts àSmackDown, double champion des États-Unis et blessure (2022-2025)
Le 20 mai à SmackDown, il fait ses débuts dans le show bleu, sous le nom de Max Dupri, et se présente à Adam Pearce comme un recruteur de modèles pour son clan Maximum Male Models. 
Le 1er juillet à SmackDown, il recrute Mace et Mansoor dans ses rangs. Le 22 juillet à SmackDown, sa sœur Maxxine Dupri lui prête main-forte.
Le 7 octobre à SmackDown, il attaque ses deux anciennes recrues, abandonne son clan et récupère son ancien nom : LA Knight.
Le 28 janvier 2023 au Royal Rumble, il perd face à Bray Wyatt dans un Pitch Black match.
Le 1er juillet à Money in the Bank, il participe à son premier Men's Money in the Bank Ladder match, mais ne remporte pas la mallette, gagnée par Damian Priest. Le 28 juillet à SmackDown, il effectue un Face Turn et bat Ashante Adonis. Le 5 août à SummerSlam, il remporte la Slim Jim SummerSlam 25-Man Battle Royal en éliminant Sheamus en dernière position. Le 2 septembre à Payback, il bat The Miz. 
Le 7 octobre à Fastlane, John Cena et lui battent la Bloodline (Jimmy Uso et Solo Sikoa). Le 4 novembre à Crown Jewel, il ne remporte pas le titre Universel incontesté, battu par Roman Reigns.
Le 27 janvier 2024 au Royal Rumble, il ne remporte pas la ceinture, rebattu par le catcheur samoan dans un Fatal 4-Way match qui inclut également AJ Styles et Randy Orton. Le 24 février à Elimination Chamber, il ne devient pas aspirant no 1 au titre mondial poids-lourds à WrestleMania XL, battu par Drew McIntyre dans son tout premier Men's Elimination Chamber match. Pendant le combat, AJ Styles effectue un Heel Turn, car celui-ci l'attaque avec une chaise et lui coûte le match.
Le 7 avril à WrestleMania XL, il bat The Phenomenal.
Le 6 juillet à Money in the Bank, il ne remporte pas la mallette, gagnée par Drew McIntyre. Le 3 août à SummerSlam, il devient le nouveau champion des États-Unis en battant Logan Paul et remporte le titre pour la première fois de sa carrière.
Le 2 novembre à Crown Jewel, il conserve son titre en battant Andrade et Carmelo Hayes dans un Triple Threat match. 26 soirs plus tard aux Survivor Series: WarGames, il ne conserve pas sa ceinture, battu par Shinsuke Nakamura.
Le 1er février 2025 au Royal Rumble, il entre dans son tout premier Men's Royal Rumble match en avant-dernière position, élimine Damian Priest avant d'être lui-même éliminé par AJ Styles après 5 minutes de match. Le 7 mars à SmackDown, il redevient champion des États-Unis, pour la seconde fois, en prenant sa revanche sur le catcheur japonais.
Le 19 avril à WrestleMania 41, il ne conserve pas sa ceinture, battu par Jacob Fatu. Le 7 juin à Money in the Bank, il ne remporte pas la mallette, gagnée par Seth Rollins. 16 jours plus tard, il souffre d'une séparation du cartilage des côtes, d'une contusion au sternum et doit s'absenter pour une durée indéterminée.

## Palmarès
- Championship Pro Wrestling
  - 1 fois CPW Tag Team Championship avec Jackpot et Sin City Syndicate
- Championship Wrestling From Hollywood
  - 1 fois CWFH Heritage Heavyweight Champion
  - 1 fois NWA Heritage Tag Team Champion avec Brian Cage[65]
  - 1 fois Red Carpet Rumble (2013)
- Dramatic Dream Team
  - 1 fois Ironman Heavymetalweight Championship[66]
- Empire Wrestling Federation
  - 1 fois EWF Heavyweight Champion
  - Great Goliath Battle Royal (2011) avec Josh Dunbar
- Future Stars of Wrestling
  - 2 fois FSW Heavyweight Champion[67]
- National Wrestling Alliance
  - 1 fois NWA World Tag Team Championship avec James Storm
- Heartland Wrestling Association
  - 1 fois HWA Television Champion
  - Attack of the Trios (2009) avec Dean Jablonski et Jon Moxley
- Total Nonstop Action/ Global Force Wrestling/ Impact Wrestling
  - 1 fois Impact Global Championship
  - 1 fois Impact World Tag Team Championship avec Scott Steiner
  - 1 fois TNA King Of The Mountain Championship[68]
  - Feast or Fired (2016 - TNA King Of The Mountain Championship)
  - Feast or Fired (2018- Impact World Championship)
  - Feast or Fired (2018- Impact Tag Team Championship)
  - Bound for Gold (2016)
- Mach One Wrestling
  - 1 fois M1W Tag Team Champion avec Brian Cage
  - M1W Tag Team Championship Tournament (2010) avec Brian Cage
- Pro Wrestling Revolution
  - 1 fois PWR Heavyweight Champion
- World Wrestling Entertainment
  - 2 fois champion des États-Unis de la WWE
  - Million Dollar Champion (1 fois)

## Récompenses des magazines
- Pro Wrestling Illustrated

| Année | 2007 | 2008 à 2011 | 2012 | 2013 | 2014       | 2015 | 2016 | 2017 | 2018 | 2019 | 2020 | 2021 | 2022 | 2023 | 2024 |
| ----- | ---- | ----------- | ---- | ---- | ---------- | ---- | ---- | ---- | ---- | ---- | ---- | ---- | ---- | ---- | ---- |
| Rang  | 472  | Non classé  | 334  | 361  | Non classé | 196  | 94   | 184  | 32   | 149  | 120  | 271  | 310  | 130  | 27   |

## Télévision
- Il apparaît comme Guest dans l'épisode 17 de la 2e saison de Brooklyn Nine-Nine(Le Mariage de Boyle-Linetti)